# Ceilán (La Coruña)
Ceilán (en gallego y oficialmente, O Seilán) es una aldea española situada en la parroquia de Monte, del municipio de La Baña, en la provincia de La Coruña, Galicia.

## Demografía
| Gráfica de evolución demográfica de Seilán entre 2000 y 2018 |
|                                                              |
| Datos según el nomenclátor publicado por el INE.             |